# Duque de Esparta
Durante la monarquía griega, el título de Duque de Esparta fue asignado al príncipe heredero.
El título fue ostentado por:
- Constantino I de Grecia entre 1884 y 1913.
- Jorge II de Grecia entre 1913 y 1917 y nuevamente entre 1920 y 1922.
- Constantino II de Grecia entre 1947 y 1964.
- Pablo de Grecia desde 1967 hasta 1974.